# После России
«После России» — альбом-сборник из песен исполнителей, эмигрировавших из России после начала вторжения на Украину, выпущенный в 2023 году. Альбом составлен из песен на стихи писателей, эмигрировавших из Советской России на «Философском пароходе» в 1922 году. В альбом входят песни группы «Ногу свело!», Монеточки, Noize MC, Tequilajazzz и других.

## Описание
Сборник был составлен кинорежиссёром и продюсером Ромой Либеровым.
Альбом приурочен к столетию эмиграции из России, происходившей в 1922—1923 годах. Авторы альбома называют эмигрантов того поколения «незамеченным поколением».
Название сборника отсылает к одноимённому сборнику стихотворений Марины Цветаевой, изданному в Париже в 1928 году. Первая и последняя песни альбома написаны по стихам Георгия Ива́нова, крупнейшего поэта русской эмиграции.
К выпуску альбома журналист Илья Варламов выпустил фильм о проекте, в котором рассказывается о судьбах эмигрантов первой волны, а также об опыте работы и жизни принявших участие в проекте музыкантов после 24 февраля 2022 года.
Альбом вышел 13 января и к 16 января вошёл в топ-3 альбомов в Apple Music по России. Он получил преимущественно положительные отзывы музыкальных критиков. Некоторые «патриотические» Telegram-каналы назвали сборник «антироссийским» и потребовали удалить его с российских музыкальных платформ.

## Участники сборника
- «Ногу свело!» — «Ледяной поход» на стихи Георгия Иванова.
- «Королев Попова» — «Пули» на стихи Юрия Иваска.
- «НАИВ» — «Пулемёт» на стихи Вадима Андреева.
- Миша Дымов и Мила Варавина — «Уходящий берег» на стихи Николая Туроверова.
- Наум Блик — «Во сне» на стихи Юрия Мандельштама и Вадима Андреева.
- Мириам Сехон и Василий Зоркий — «Тишина» на стихи Михаила Горлина и Раисы Блох.
- Шым — «Человек начинается с горя» на стихи Алексея Эйснера.
- Монеточка — «Расстрел» на стихи Владимира Набокова.
- «Порнофильмы» — «Я не умру» на стихи Довида Кнута.
- RSAC — «Издалека» на стихи Георгия Раевского.
- Хмыров — «Бедняк» на стихи Юрия Одарченко и Владимира Смоленского.
- «АлоэВера» — «Это так важно сейчас» на стихи Лидии Червинской.
- «Сансара» — «Песня» на стихи Михаила Горлина.
- Noize MC — «Парнас» на стихи Сергея Бонгарта.
- Tequilajazzz — «Флаги» на стихи Бориса Поплавского.
- R.a.SVET — «Вернуться в Россию — стихами» на стихи Георгия Иванова.

## Отзывы
По мнению Бориса Барабанова («Коммерсантъ»), альбом «справедливо рассматривать как финальную точку на столетнем отрезке, отделяющем нас от „философского парохода“». Однако, хотя «невозможно не искать перекличку между судьбами авторов песен и авторов стихотворений», не стоит «злоупотреблять параллелями»: «эмигранты первой волны в изгнании были вынуждены работать таксистами, киномеханиками и продавцами кофе», тогда как «покинувшие Россию в 2022 году музыканты в большинстве своем работают по профессии, некоторые даже устраивают целые концертные турне». Также Барабанов отметил, что авторы треков «демонстрируют не только понимание исходного поэтического материала, но и прекрасную музыкальную форму», и такие песни, как «Расстрел» Монеточки, «Издалека» RSAC, «Флаги» Tequilajazzz, «Парнас» Noize MC, — «всё это материал, который вполне может жить в плейлистах вне исторического контекста».
По мнению Ильи Легостаева («МК»), «сборник просто напичкан приятными неожиданностями», причём «если от артистов уровня Tequilajazzz, „Сансары“ или „Ногу Свело!“ можно ожидать определённый уровень качества», то и ряд малоизвестных исполнителей (Наум Блик, Миша Дымов, Мила Варавина) «преподнесли шикарные сюрпризы». Отмечая, что «все эти стихотворения были в свое время написаны в отчаянии и надежде», критик заключает, что «и через сто лет они звучат современнее некуда».
По мнению Дениса Рубина («Фонтанка.ру») «при всей безупречности конструкта, эмоционально он не принес той отдачи, на которую рассчитывали авторы» — «песни, которые в теории могли бы взять за живое… получились в массе своей достаточно блёклыми и невыразительными». Причинами этого могли быть как «преимущественно слабый материал поэтов-эмигрантов», так и «настолько болезненная ситуация реальности, что музыканты не смогли должным образом отстраниться от текста, слишком резко и эмоционально рванули груз на себя».
Николай Овчинников («Новая газета. Европа») полагает, что «совпадение в ощущениях помогло большинству участников трибьюта прочувствовать чужой текст и аккуратно вписать его в свою музыку. Они уносят с собой за рубеж музыку, чтобы потом вернуть её слушателю через стриминги и показать, насколько велико отчаяние человека, оторванного от родины, от собственных корней. от собственного языка».